# Muralla de Sitges
La Muralla de Sitges és una obra del municipi de Sitges (Garraf) inclosa en l'Inventari del Patrimoni Arquitectònic de Catalunya.

## Descripció
Es tracta de l'únic fragment conservat de l'antiga muralla de Sitges. És un llenç de mur fet de paredat comú, que actualment es troba reforçat amb ciment per la part inferior, i integrat en el conjunt enjardinat que neix el passeig de la Ribera amb el Baluard, on s'alça l'església parroquial.

## Història
Les restes de la muralla conservada a Sitges corresponen al recinte murat que encerclava el nucli primitiu de la vila, i que possiblement existia ja des del segle XIII. Tenia dues portes, que comunicaven en els camins de Barcelona i Vilanova. Sobre aquest darrer eix va desenvolupar-se un primer raval, que comprenia els carrers Nou, d'en Tacó, Carreta, Major i de l'Aigua, i que seria recollit per la segona muralla del segle xvii.